# Dobrajë e Madhe
Dobrajë e Madhe (serb. Велика Добрања, Velika Dobranja) – wieś w Kosowie, w regionie Prisztina, w gminie Lipljan. W 2011 liczyła 2224 mieszkańców.
We wsi swoją siedzibę ma klub piłkarski KF Arbëria, w sezonie 2020/2021 występuje w Superliga e Kosovës.